# Еудженио Кастелоти
Еудженио Кастелоти (на италиански: Eugenio Castellotti) е италиански пилот от Формула 1. Роден е на 10 октомври 1930 г. в Лоди, Италия. Умира на 14 март 1957 г. при опит за поставяне на рекорд за скорост с Ферари на пистата в Модена.

## Формула 1
Еудженио Кастелоти прави своя дебют във Формула 1 в Голямата награда на Аржентина през 1955 г. В световния шампионат записва 14 състезания, като печели 19,5 точки три пъти се качва на подиума и печепи една първа позиция, състезава се отборите на Ланчиа и Ферари.